# Lijst van rijksmonumenten in Nissewaard
De Nederlandse gemeente Nissewaard telt 99 inschrijvingen in het rijksmonumentenregister. Hieronder een overzicht.

## Abbenbroek
De plaats Abbenbroek telt 9 inschrijvingen in het rijksmonumentenregister. Zie Lijst van rijksmonumenten in Abbenbroek voor een overzicht.

## Geervliet
De plaats Geervliet telt 19 inschrijvingen in het rijksmonumentenregister. Zie Lijst van rijksmonumenten in Geervliet voor een overzicht.

## Heenvliet
De plaats Heenvliet telt 38 inschrijvingen in het rijksmonumentenregister. Zie Lijst van rijksmonumenten in Heenvliet voor een overzicht.

## Simonshaven
De plaats Simonshaven telt 1 inschrijving in het rijksmonumentenregister.
| Object | Oorspronkelijke functie? | Bouwjaar | Architect | Locatie   | Coördinaten?                  | Nr.? | Afbeelding        |
| --- | ------------------------ | -------- | --------- | --------- | ----------------------------- | ---- | ----------------- |
| Neoclassicistische gepleisterde zaalkerk met rondboogvensters en klokkentoren met vierkante houten bovenbouw | Kerk en kerkonderdeel    | 1852     |           | Lageweg 1 | 51° 49' 27" NB, 4° 17' 28" OL | 9410 | Meer afbeeldingen |

## Spijkenisse
De plaats Spijkenisse telt 5 inschrijvingen in het rijksmonumentenregister. Zie Lijst van rijksmonumenten in Spijkenisse voor een overzicht.

## Zuidland
De plaats Zuidland telt 27 inschrijvingen in het rijksmonumentenregister. Zie Lijst van rijksmonumenten in Zuidland voor een overzicht.
Alblasserdam ·
Albrandswaard ·
Alphen aan den Rijn ·
Barendrecht ·
Bodegraven-Reeuwijk ·
Capelle aan den IJssel ·
Delft ·
Den Haag ·
Dordrecht ·
Goeree-Overflakkee ·
Gorinchem ·
Gouda ·
Hardinxveld-Giessendam ·
Hendrik-Ido-Ambacht ·
Hillegom ·
Hoeksche Waard‎ ·
Kaag en Braassem ·
Katwijk ·
Krimpen aan den IJssel ·
Krimpenerwaard ·
Lansingerland ·
Leiden ·
Leiderdorp ·
Leidschendam-Voorburg ·
Lisse ·
Maassluis ·
Midden-Delfland ·
Molenlanden ·
Nieuwkoop ·
Nissewaard ·
Noordwijk ·
Oegstgeest ·
Papendrecht ·
Pijnacker-Nootdorp ·
Ridderkerk ·
Rijswijk ·
Rotterdam ·
Schiedam ·
Sliedrecht ·
Teylingen ·
Vlaardingen ·
Voorne aan Zee ·
Voorschoten ·
Waddinxveen ·
Wassenaar ·
Westland ·
Zoetermeer ·
Zoeterwoude ·
Zuidplas ·
Zwijndrecht